# Laurino
Laurino é uma comuna italiana da região da Campania, província de Salerno, com cerca de 1.950 habitantes. Estende-se por uma área de 69 km², tendo uma densidade populacional de 28 hab/km². Faz fronteira com Bellosguardo, Campora, Felitto, Magliano Vetere, Novi Velia, Piaggine, Rofrano, Roscigno, Sacco, Stio, Valle dell'Angelo.

## Demografia
| Variação demográfica do município entre 1861 e 2011                               |
|                                                                                   |
| Fonte: Istituto Nazionale di Statistica (ISTAT) - Elaboração gráfica da Wikipedia |